# كريس ييتس
كريس ييتس (بالإنجليزية: Chris Yates)‏ هو لاعب دوري الرغبي أسترالي، ولد في 5 أغسطس 1974.